# Makenzie Leigh
Pour les articles homonymes, voir Leigh.
Makenzie Leigh, née le 8 août 1990, est une actrice américaine connue pour avoir joué dans Un jour dans la vie de Billy Lynn (2016) d'Ang Lee.

## Biographie
Leigh nait le 8 août 1990 à Dallas, Texas. Après avoir terminé ses études secondaires elle déménage à New York pour devenir danseuse de ballet.
Elle s'inscrit à l'Université de New York pour étudier l'écriture, puis suit un cours de théâtre pour mieux comprendre les personnages, ce qui l’amène finalement à devenir actrice.
Le premier rôle majeur de Leigh est celui de Liza dans la première saison de la série télévisée préquelle de Batman, Gotham (2014-2015). Elle a également un rôle régulier en tant que baby-sitter dans la mini-série télévisée The Slap de 2015, un remake de la série australienne du même nom.
Leigh joue un rôle secondaire face à Christopher Abbott dans le film James White (2015) et a un petit rôle dans la série Amazon Mozart in the Jungle.
Leigh joue en 2016 un des rôles principaux, Faison Zorn, pom-pom girl des Cowboys de Dallas, dans le film réalisé par Ang Lee, Un jour dans la vie de Billy Lynn.
Le 30 août 2021, il est annoncé que Leigh apparaîtrait dans le rôle de Susan Norton dans une adaptation de « Salem's Lot » de Stephen King pour Warner Bros. Pictures et New Line Cinema.

## Filmographie

### Cinéma
- 2012 : Girls Against Boys: Fille qui pleure
- 2015 : James White : Jayne
- 2016 : Un jour dans la vie de Billy Lynn : Faison Zorn
- 2018 : The Vanishing Princess : la princesse (court-métrage, aussi réalisatrice, co-productrice et scénariste)
- 2019 : The assistant : Ruby
- 2019 : Light Years : Em
- 2024 : Salem : Susan Norton

### Télévision
- 2011 : New York, unité spéciale : Lana Mills (épisode Double Strands)
- 2013 : Double Jeu : Vivian jeune (trois épisodes)
- 2013 : The Good Wife : Rainey Selwin (épisode Rape: A Modern Perspective)
- 2013 : Unforgettable : Celine Emminger (deux épisodes)
- 2014-2015 : Gotham : Liza (rôle récurrent)
- 2014 : Mozart in the Jungle : Addison (deux épisodes)
- 2015 : The Slap : Connie
- 2015 : The Knick : Amy O'Connor (deux épisodes)
- 2019 : The Code : Premier Lieutenant Ella Stein (épisode Molly Marine)